# Kumiko Imanaka
Kumiko Imanaka (japanisch 今中 クミ子 Imanaka Kumiko; * 1939 in Osaka) ist eine Vertreterin der modernen und zeitgenössischen Kunst Japans und war von 1965 bis 1972 Mitglied der Gutai Art Association, einer japanischen avantgardistischen Künstlerbewegung, die für innovative Experimente bekannt war. Die Gutai Art Association wurde 1954 gegründet und verband abstrakte Malerei mit performativen und materialbasierten Ansätzen. Ihre Mitglieder, darunter Kumiko Imanaka, strebten danach, Kunst als dynamischen, interaktiven Prozess zu definieren.

## Leben
Kumiko Imanaka wurde bei der 18. Ashiya City Exhibition im Jahr 1965 von Jirō Yoshihara, dem Gründer der Gutai Art Association, entdeckt. Kurz darauf trat sie der Gruppe bei und präsentierte Werke, die mit Farben, Materialien und Licht spielten. Ihre Arbeiten sind besonders für den Einsatz von spiralförmig arrangierten, farbigen Metallplatten auf Styropor bekannt, die je nach Blickwinkel ihre Wirkung verändern. Diese Werke unterstreichen die explorative und materialfokussierte Ästhetik der Gutai-Gruppe.
Ein wichtiger Moment ihrer Karriere war eine Solo-Ausstellung in der Gutai Pinacotheca 1969. Die Gutai Pinacotheca – der Ausstellungsraum der Gutai Art Association – wurde von dem französischen Kunstkritiker Michel Tapié so benannt, der die Gruppe 1957 auf einer Japanreise entdeckte und ein begeisterter Anhänger der Künstler wurde. Der Raum wurde 1962 eröffnet und befand sich in der Nähe von Osaka, wo Jirō Yoshihara einige Lagerhäuser besaß. Die Pinakothek unterstützte die Mitglieder der Gutai-Gruppe, stellte internationale Künstler wie Lucio Fontana, Giuseppe Capogrossi und Sam Francis aus und empfing zahlreiche Besucher wie Jasper Johns, John Cage und Robert Rauschenberg. Im April 1970 wurde die Gutai Pinacotheca geschlossen.
In der Gutai Pinacotheca zeigte Kumiko Imanaka raumgreifende Installationen mit Schnüren, die Beziehungen und Spannungen im Raum visualisierten. Diese Arbeiten spiegeln den Einfluss der Umweltkunst der 1960er Jahre wider. Imanakas Arbeiten wurden auch in wichtigen internationalen Sammlungen und Ausstellungen gezeigt, wie zum Beispiel in der Pinakothek der Moderne in München im Rahmen einer Präsentation der Gutai-Bewegung.